# Буозо да Дуэра

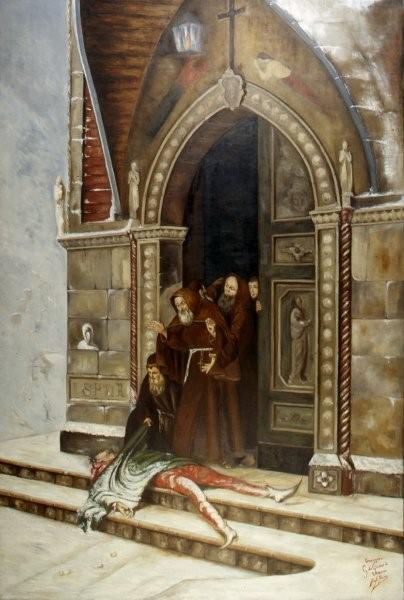
Джакомо ди Кирико, «Тело Буозо да Дуэра, обнаруженное монахами-капуцинами»

Буозо да Дуэра (ит. Buoso da Duera или Buoso da Dovera, род. в первой пол. XIII века Довера, Ломбардия — ум. ок. 1282, г. Верона) — итальянский военный и политический деятель, участник борьбы гибеллинов и гвельфов, сеньор Сончино и Кремоны.

## Биография
Буоно да Дуэра возглавлял оборону Вероны вместе с военачальником (кондотьером) Оберто II Паллавичино в 1247 году. Был сперва другом, а позднее политическим противником одного из вождей гибеллинов, синьором Кремоны Эццелино III да Романо.
В 1265 году король Сицилии из рода Гогенштауфенов Манфред собирает наёмные войска с целью борьбы против вступившего в пределы Италии с войском и занявшего Неаполь французского претендента на сицилийскую корону, поддержанного римским папой, Карла I Анжуйского. Среди военачальников, которым заплатил за помощь Манфред, был и Буозо да Дуэра. Однако по сведениям итальянских хронистов и авторов, в том числе и Данте Алигьери, Буозо одновременно принял деньги и от французов, и за плату пропустил их армию беспрепятственно к Парме,а затем и к полю сражения под Беневенто (1266), во время которого сицилийская армия была разбита, а король Манфред был убит. После гибели Манфреда Буозо да Дуэра был в 1267 году изгнан из Кремоны, члены его семьи погибли. Однако позднее он вернулся и был схвачен в 1282 году гвельфами и заключён в темницу.

## Персонаж у Данте
В своей «Божественной комедии» Данте помещает Буозо да Дуэра в самый нижний, девятый круг Ада — туда, где, по его мнению, находятся те, кто наказан за предательство родины (Ад, XXXII, 116). Место, где мучаются Буозо да Дуэро, а также другие — Боска дельи Абати, Тезауро Беккария, Джанни де Солданьери, Ганелон и проч. Данте и Вергилий достигают, переправившись через подземную реку Коцит, это «вторая зона» девятого круга Ада.